# Anne Haney
Anne Ryan Haney, geborene Anne Ryan Thomas (* 4. März 1934 in Memphis; † 26. Mai 2001 in Studio City, Los Angeles) war eine US-amerikanische Schauspielerin, die durch die Rolle als Sozialarbeiterin Mrs. Sellner im Kinofilm Mrs. Doubtfire – Das stachelige Kindermädchen bekannt wurde.

## Leben
Haney wurde am 4. März 1934 in Memphis als Anne Ryan Thomas geboren.
Sie besuchte die University of North Carolina und studierte Drama und später Radio und Fernsehen. Dort lernte sie ihren späteren Ehemann John Haney kennen. Kurzzeitig war Haney für einen TV-Sender in Memphis tätig.
Das Paar zog nach Atlanta und zog dort die gemeinsame Tochter auf. In den 1970er Jahren begann Haney in lokalem Theater und Werbung aktiv zu werden. In Atlanta wurde sie Mitglied der Screen Actors Guild und der American Federation of TV and Radio Artists.
Ihre Karriere in Film und Fernsehen begann sie erst in den späten 1970er Jahren, als sie Mitte 40 war. Die erste Rolle, als Mrs. Benn absolvierte sie 1978 in dem Fernsehfilm Mein deutscher Soldat. In den 1980er Jahren trat sie vor allem in TV-Serien und -filmen auf, aber auch in Kinoproduktionen. Zu den Fernsehserien gehörten Quincy, Cheers, Agentin mit Herz und Chefarzt Dr. Westphall. Haney war in der Raumschiff Enterprise: Das nächste Jahrhundert-Episode „Die Überlebenden auf Rana-Vier“ als Rishon Uxbridge und später als bajoranische Richterin in der Star Trek: Deep Space Nine-Episode „Der Fall “Dax”“ zu sehen. Sie war ein regelmäßiger Gaststar in Mama’s Family, wo sie Alberta Metchum, die Gegnerin von Thelma Harper spielte, sowie in The Golden Girls, Columbo und Boy Meets World.
Sie war bis zuletzt als Schauspielerin tätig. In ihren letzten Lebensjahren spielte sie in Dharma & Greg, Providence, The Geena Davis Show und Ally McBeal. Haney starb am 26. Mai 2001 im Alter von 67 Jahren an Herzinsuffizienz.
Haney war mit John Haney verheiratet. Er starb 1980. Zusammen hatten sie eine Tochter.

## Filmografie (Auswahl)
- 1978: Mein deutscher Soldat (Summer of My German Soldier, Fernsehfilm)
- 1980: ABC Weekend Specials (Fernsehserie, eine Folge)
- 1980: Agentenpoker (Hopscotch)
- 1980: The Mating Season (Fernsehfilm)
- 1981: Wenn der Zirkus kommt (When the Circus Came to Town, Fernsehfilm)
- 1981: Ein Duke kommt selten allein (The Dukes of Hazzard, Fernsehserie, eine Folge)
- 1981: Bosom Buddies (Fernsehserie, eine Folge)
- 1981: Amanda läßt die Puppen tanzen (The Night the Lights Went Out in Georgia)
- 1981: Big Bend Country (Fernsehfilm)
- 1981: Harper Valley P.T.A. (Fernsehserie, eine Folge)
- 1981: Der junge Adoptiv-Vater (The Children Nobody Wanted, Fernsehfilm)
- 1982: Marian Rose White (Fernsehfilm)
- 1982: Making Love
- 1982: Ein besonderer Held (Some Kind of Hero)
- 1982: The Adventures of Pollyana (Fernsehfilm)
- 1982: Quincy (Quincy M.E., Fernsehserie, eine Folge)
- 1982: Cheers (Fernsehserie, eine Folge)
- 1982: Frances
- 1982–1986: Disneyland (Fernsehserie, zwei Folgen)
- 1983: Ihre letzte Chance (Independence Day)
- 1983: Familienbande (Family Ties, Fernsehserie, eine Folge)
- 1983: Condo (Fernsehserie, eine Folge)
- 1983: Das Osterman Weekend (The Osterman Weekend)
- 1984: Agentin mit Herz (Scarecrow and Mrs. King, Fernsehserie, eine Folge)
- 1984: Chefarzt Dr. Westphall (St. Elsewhere, Fernsehserie, eine Folge)
- 1986–1991: Matlock (Fernsehserie, vier Folgen)
- 1986–1994: L.A. Law – Staranwälte, Tricks, Prozesse (L.A. Law, Fernsehserie, eine Folge)
- 1989: Raumschiff Enterprise – Das nächste Jahrhundert (Star Trek: The Next Generation, Fernsehserie, eine Folge)
- 1989: Wer ist hier der Boss? (Who’s the Boss?, Fernsehserie, eine Folge)
- 1990: Columbo: Mord nach Termin (Agenda for Murder, Fernsehreihe)
- 1990: Der Mond über Plymouth (Plymouth), Fernsehserie
- 1991: Doogie Howser, M.D. (Fernsehserie, eine Folge)
- 1991: Zurück in die Vergangenheit (Quantum Leap, Fernsehserie, zwei Folgen)
- 1992: Miss Daisy und ihr Chauffeur (Driving Miss Daisy)
- 1993: Star Trek: Deep Space Nine (Fernsehserie, eine Folge)
- 1993: Mrs. Doubtfire – Das stachelige Kindermädchen (Mrs. Doubtfire)
- 1994: Emergency Room – Die Notaufnahme (ER, Fernsehserie, eine Folge)
- 1995: Hallo, Mr. President (The American President)
- 1997: Der Dummschwätzer (Liar Liar)
- 1998: Mörderischer Pakt (The Lesser Evil)
- 1998: Psycho
- 1999: Das Leben und Ich (Boy Meets World, Fernsehserie, eine Folge)
- 2000: Chicago Hope – Endstation Hoffnung (Chicago Hope, Fernsehserie, eine Folge)
- 2000: Frauenpower (Family Law, Fernsehserie, eine Folge)
- 2000: Charmed – Zauberhafte Hexen (Charmed, Fernsehserie, eine Folge: 2. Staffel Episode 17 „Ewige Jugend“)
- 2000: Lass es, Larry! (Curb Your Enthusiasm, Fernsehserie, eine Folge)
- 2000: Popular (Fernsehserie, eine Folge)
- 2000/2001: Dharma & Greg (Fernsehserie, zwei Folgen)
- 2001: The Geena Davis Show (Fernsehserie, eine Folge)
- 2001: Providence (Fernsehserie, zwei Folgen)